# Santiago Danani
Santiago Danani (* 12. Dezember 1995 in Buenos Aires) ist ein argentinischer Volleyballspieler.

## Karriere
Danani spielte bis 2016 bei Pilar Voley in seiner Heimatstadt. Mit der argentinischen U23-Nationalmannschaft gewann er die Panamerikanischen Spielen 2016. In der Saison 2016/17 war er bei Obras de San Juan aktiv. 2017 gewann er mit den argentinischen Junioren die U23-Weltmeisterschaft. Danach wechselte er innerhalb der argentinischen Liga zu River Voley. 2018 wurde der Libero, der auch die spanische Staatsbürgerschaft hat, vom italienischen Erstligisten Kioene Padua verpflichtet. In der Saison 2018/19 und der folgenden Spielzeit wurde er jeweils als bester Annahmespieler der Liga ausgezeichnet. Bei der Südamerikameisterschaft 2019 erreichte er mit der A-Nationalmannschaft das Finale und wurde zum besten Libero des Turniers gewählt. 2021 gewann er mit der Nationalmannschaft bei den Olympischen Spielen die Bronzemedaille. Im selben Jahr wechselte Danani zum deutschen Bundesligisten Berlin Recycling Volleys.